# Vicente Piera

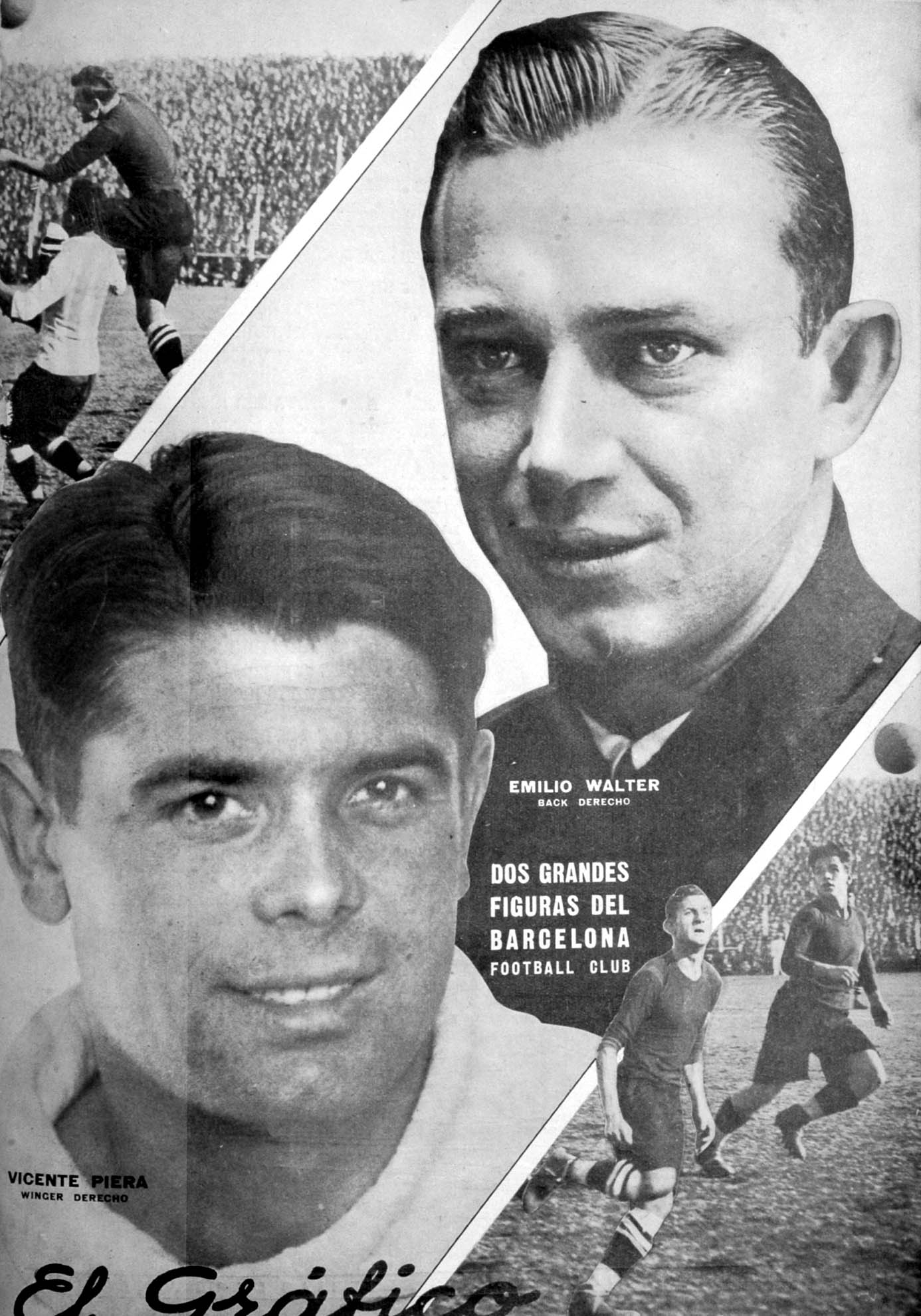
Vicente Piera y Emilio Walter, en 1928.

Vicente Piera Pañella (Barcelona, 11 de junio de 1903-Barcelona, 14 de junio de 1960), conocido por el sobrenombre de La Bruja, fue un futbolista español.
Procedente del barrio barcelonés de Les Corts, comenzó a jugar en el Centro de Deportes de Sants. Fue uno de los mejores delanteros del Fútbol Club Barcelona, donde jugó desde 1920 hasta 1933 y disputó un total de 395 partidos, consiguiendo 123 goles.
Participó en los Juegos olímpicos de 1924 con la selección de España.

## Palmarés
| Título         | Club                  | Año  |
| -------------- | --------------------- | ---- |
| Copa Cataluña  | Fútbol Club Barcelona | 1921 |
| Copa de España | Fútbol Club Barcelona | 1922 |
| Copa Cataluña  | Fútbol Club Barcelona | 1922 |
| Copa Cataluña  | Fútbol Club Barcelona | 1924 |
| Copa de España | Fútbol Club Barcelona | 1925 |
| Copa Cataluña  | Fútbol Club Barcelona | 1925 |
| Copa de España | Fútbol Club Barcelona | 1926 |
| Copa Cataluña  | Fútbol Club Barcelona | 1926 |
| Copa Cataluña  | Fútbol Club Barcelona | 1927 |
| Copa de España | Fútbol Club Barcelona | 1928 |
| Copa Cataluña  | Fútbol Club Barcelona | 1928 |
| Liga           | Fútbol Club Barcelona | 1929 |
| Copa Cataluña  | Fútbol Club Barcelona | 1930 |
| Copa Cataluña  | Fútbol Club Barcelona | 1931 |
| Copa Cataluña  | Fútbol Club Barcelona | 1932 |

## Equipos
| Club                        | País   | Año  |
| --------------------------- | ------ | ---- |
| Centro de Deportes de Sants | España |      |
| Fútbol Club Barcelona       | España | 1920 |